# Montemale di Cuneo
Montemale di Cuneo är en ort och kommun i provinsen Cuneo i regionen Piemonte i Italien. Kommunen hade 229 invånare (2018).